# Tim Oermann
Tim Oermann (Bochum, 6 oktober 2003) is een Duits voetballer die doorgaans als centrale verdediger speelt. In 2022 maakte hij bij VfL Bochum in de Duitse Bundesliga zijn debuut in het betaalde voetbal. Sinds juli 2025 staat hij onder contract bij Bayer Leverkusen dat hem in aanloop naar het seizoen 2025/26 verhuurde aan het Oostenrijkse Sturm Graz. 

## Clubloopbaan

### Jeugd
Oermann begon zijn voetbalcarrière bij SF Altenbochum en maakte in 2012 de overstap naar de jeugdopleiding van VfL Bochum.  Daar doorliep hij de onderbouw en debuteerde op 10 augustus 2019 in de onder-17 tijdens een thuiswedstrijd tegen leeftijdsgenoten van Schalke 04. In het met 1–3 verloren duel maakte hij in de 38e minuut direct zijn eerste doelpunt. Vanaf speelronde vijf droeg hij de aanvoerdersband. Op 17 oktober 2020 volgde zijn debuut als B-junior in de onder-19, waarin hij in de 60e minuut binnen de lijnen kwam tegen Fortuna Köln. In het seizoen 2021/22 schoof hij door naar de onder-19, waar hij vanaf de competitiestart een vaste waarde werd en door trainer Heiko Butscher tot aanvoerder werd benoemd. Na dat seizoen stroomde hij door naar de senioren en sloot hij aan bij de eerste selectie van VfL Bochum.

### VfL Bochum
In juni 2022 tekende Oermann zijn eerste profcontract bij VfL Bochum, geldig tot medio 2024, waarna hij werd toegevoegd aan de eerste selectie. De club kende een moeizame competitiestart en verloor de eerste zes wedstrijden, wat leidde tot het ontslag van trainer Thomas Reis. Hij werd tijdelijk opgevolgd door Heiko Butscher, onder wie Oermann eerder bij de A-junioren had gespeeld. Onder leiding van Butscher maakte Oermann op 18 september 2022 zijn basisdebuut in de Bundesliga tijdens de met 1–1 gelijkgespeelde thuiswedstrijd tegen 1. FC Köln. Later nam Thomas Letsch het stokje definitief over van Reis, waarna Butscher terugkeerde naar een andere rol binnen de club. Deze wisseling van trainer leidde ertoe dat Oermann op de reservebank belandde en hij tot de winterstop slechts vier wedstrijden speelde. Ondanks zijn beperkte speeltijd verlengde hij in december zijn contract tot 2026. Om meer speelminuten te krijgen en zich verder te ontwikkelen, werd hij in de tweede seizoenshelft verhuurd aan Wolfsberger AC, dat actief is in de Oostenrijkse Bundesliga.
Na zijn terugkeer uit Oostenrijk slaagde Oermann er niet direct in om een vaste basisplaats te veroveren en moest hij zich in de eerste competitiehelft tevredenstellen met invalbeurten. Op 20 januari maakte hij tijdens de thuiswedstrijd tegen VfB Stuttgart zijn eerste basisplaats van het seizoen 2023/24. Hij leek zijn kans te grijpen, maar na vijf opeenvolgende basisplaatsen raakte hij op 18 februari in het thuisduel tegen Bayern München geblesseerd en moest in de rust hij het veld verlaten. Na zijn herstel keerde hij in mei terug, waarbij hij opnieuw onder leiding kwam van interim-trainer Heiko Butscher, die de ontslagen Thomas Letsch tijdelijk verving. Oermann kwam tot vier duels tot het einde van het seizoen, waaronder een wedstrijd in de succesvolle play-off tegen Fortuna Düsseldorf, waarmee Bochum zich veiligstelde in de Bundesliga.
In het seizoen 2024/25 werkte Oermann onder de nieuwe trainer Peter Zeidler. Ondanks zijn kansen slaagde Oermann er niet in om een vaste basisplaats te veroveren. In november werd Zeidler wegens teleurstellende resultaten vervangen door Dieter Hecking. Onder Hecking keerde Oermann terug in de basis, te beginnen met de thuiswedstrijd tegen Bayer Leverkusen. Vanaf dat moment vormde hij samen met Jakov Medić en Maximilian Wittek het vaste defensieve trio en miste hij slechts één wedstrijd, de thuiswedstrijd tegen FC St. Pauli, vanwege een hersenschudding. Ondanks zijn  vele speelminuten kon hij degradatie van VfL Bochum naar de 2. Bundesliga niet voorkomen; de club eindigde op de laatste, 18e plaats. Oermann maakte deze degradatie niet mee, omdat hij aan het einde van het seizoen overstapte naar Bayer Leverkusen, dat het seizoen daarvoor als tweede in de Bundesliga was geëindigd.

#### Verhuur aan Wolfsberger AC
Eind januari 2024 maakte Wolfsberger vlak voor het sluiten van de transferwindow bekend dat Oermann voor het tweede deel van het seizoen 2023/24 gehuurd zou worden. Op 11 februari maakte hij onder leiding van voormalig Bochum-trainer en landgenoot Robin Dutt zijn basisdebuut tijdens de uitwedstrijd tegen WSG Tirol. Kort na zijn komst werd Dutt ontslagen vanwege tegenvallende resultaten en opgevolgd door Manfred Schmid. Deze wisseling van trainer had weinig effect op Oermann, die ook onder Schmid zijn vaste basisplaats wist te behouden en in totaal zestien keer in de basis startte. Aan het einde van het seizoen keerde hij terug naar Bochum.

### Bayer Leverkussen
In de zomer van 2025 tekende Oermann een contract tot 2029 bij Bayer Leverkusen. Direct na zijn transfer werd hij voor het seizoen uitgeleend aan het Oostenrijkse Sturm Graz, dat uitkomt op het hoogste niveau. Voor zijn overstap betaalde Leverkusen circa €1,5 miljoen.

#### Verhuur aan Sturm Graz
Voor het seizoen 2025/26 werd Oermann verhuurd aan Sturm Graz. Onder trainer Jürgen Säumel maakte hij op 25 juli 2025 zijn basisdebuut in de eerste ronde van de Oostenrijkse beker, in de wedstrijd tegen SK Bischofshofen. Een week later debuteerde hij in de competitie tegen LASK, maar moest hij tijdens de rust vanwege een blessure worden gewisseld.

## Clubstatistieken
| Seizoen                        | Club             | Competitie      | Competitie | Competitie | Beker | Beker | Internationaal | Internationaal | Overig | Overig | Totaal | Totaal |
| Seizoen                        | Club             | Competitie      | Wed.       | Dlp.       | Wed.  | Dlp.  | Wed.           | Dlp.           | Wed.   | Dlp.   | Wed.   | Dlp.   |
| ------------------------------ | ---------------- | --------------- | ---------- | ---------- | ----- | ----- | -------------- | -------------- | ------ | ------ | ------ | ------ |
| 2022/23                        | VfL Bochum       | Bundesliga      | 4          | 0          | –     | –     | –              | –              | –      | –      | 4      | 0      |
| 2022/23                        | → Wolfsberger AC | Bundesliga      | 14         | 0          | 1     | 0     | –              | –              | 1      | 0      | 16     | 0      |
| 2023/24                        | VfL Bochum       | Bundesliga      | 16         | 0          | –     | –     | –              | –              | 1      | 0      | 17     | 0      |
| 2024/25                        | VfL Bochum       | Bundesliga      | 23         | 0          | 1     | 0     | –              | –              | –      | –      | 24     | 0      |
| 2025/26                        | → Sturm Graz     | Bundesliga      | 1          | 0          | 1     | 0     | 0              | 0              | 0      | 0      | 2      | 0      |
| Carrière totaal                | Carrière totaal  | Carrière totaal | 58         | 0          | 3     | 0     | –              | –              | 2*     | 0      | 63     | 0      |
| Bijgewerkt tot 4 augustus 2025 |                  |                 |            |            |       |       |                |                |        |        |        |        |

* In de seizoenen 2022/23 en 2023/24 speelde Oermann play-offwedstrijden: eerst met Wolfsberger voor plaatsing in Europese competities, later met Bochum om degradatie naar de 2. Bundesliga te voorkomen.

## Interlandloopbaan
Oermann vertegenwoordigde verschillende Duitse jeugdelftallen en was met Duitsland –21 actief op een eindtoernooi. In totaal speelde hij 17 jeugdinterlands, waarin hij geen doelpunten maakte. Tijdens deze wedstrijden speelde hij samen met onder anderen Fisnik Asllani, Armindo Sieb, Jonas Urbig en Paul Nebel.

### Duitse jeugdelftallen
Op 22 maart maakte Oermann zijn debuut voor Duitsland –20 onder bondscoachHannes Wolf, tijdens een vriendschappelijke uitwedstrijd tegen de leeftijdsgenoten van Engeland. In het met 2–0 verloren duel viel hij in de 82e minuut in voor Jamie Lawrence. In aanloop naar het EK onder 21 van 2025 kwam hij in slechts twee van de tien kwalificatiewedstrijden van Duitsland –21 in actie. Desondanks werd hij door bondscoach Antonio Di Salvo. opgenomen in de selectie voor het eindtoernooi in Slowakije, waarvoor Duitsland zich ongeslagen plaatste. Tijdens het toernooi begon Duitsland overtuigend: Slovenië werd met 3–0 verslagen, Engeland met 2–1, en Tsjechië met 4–2. Oermann zat alleen tijdens het laatste groepsduel tegen Tsjechië op de bank. In de knock-outfase werd in de kwartfinale met 3–2 van Italië gewonnen na verlenging, waarna Frankrijk in de halve finale met 3–0 werd verslagen. In de finale verloor Duitsland uiteindelijk met 3–2 van Engeland. Oermann kwam in alle drie de wedstrijden in de knock-outfase in actie.
| Jeugdinterlands van Tim Oermann voor Duitsland () | Jeugdinterlands van Tim Oermann voor Duitsland () | Jeugdinterlands van Tim Oermann voor Duitsland () | Jeugdinterlands van Tim Oermann voor Duitsland () | Jeugdinterlands van Tim Oermann voor Duitsland ()  | Jeugdinterlands van Tim Oermann voor Duitsland () |
| №                                                 | Datum                                             | Wedstrijd                                         | Uitslag                                           | Soort Wedstrijd                                    | Doelpunten                                        |
| Als speler bij Duitsland –20                      | Als speler bij Duitsland –20                      | Als speler bij Duitsland –20                      | Als speler bij Duitsland –20                      | Als speler bij Duitsland –20                       | Als speler bij Duitsland –20                      |
| ------------------------------------------------- | ------------------------------------------------- | ------------------------------------------------- | ------------------------------------------------- | -------------------------------------------------- | ------------------------------------------------- |
| 1.                                                | 22 maart 2023                                     | Engeland – Duitsland                              | 2 – 0                                             | Vriendschappelijk                                  |                                                   |
| 2.                                                | 7 september 2023                                  | Duitsland – Italië                                | 1 – 1                                             | Vriendschappelijk                                  |                                                   |
| 3.                                                | 11 september 2023                                 | Polen – Duitsland                                 | 1 – 1                                             | Vriendschappelijk                                  |                                                   |
| 4.                                                | 13 oktober 2023                                   | Portugal – Duitsland                              | 1 – 2                                             | Vriendschappelijk                                  |                                                   |
| 5.                                                | 16 oktober 2023                                   | Duitsland – Tsjechië                              | 4 – 2                                             | Vriendschappelijk                                  |                                                   |
| 6.                                                | 17 november 2023                                  | Roemenië – Duitsland                              | 0 – 1                                             | Vriendschappelijk                                  |                                                   |
| 7.                                                | 20 november 2023                                  | Duitsland – Engeland                              | 2 – 3                                             | Vriendschappelijk                                  |                                                   |
| Als speler bij Duitsland –21                      |                                                   |                                                   |                                                   |                                                    |                                                   |
| 1.                                                | 10 september 2024                                 | Estland – Duitsland                               | 1 – 10                                            | EK-kwalificatie 2025                               |                                                   |
| 2.                                                | 15 oktober 2024                                   | Polen – Duitsland                                 | 3 – 3                                             | EK-kwalificatie 2025                               |                                                   |
| 3.                                                | 15 november 2024                                  | Duitsland – Denemarken                            | 3 – 3                                             | Vriendschappelijk                                  |                                                   |
| 4.                                                | 21 maart 2025                                     | Slowakije – Duitsland                             | 0 – 1                                             | Vriendschappelijk                                  |                                                   |
| 5.                                                | 25 maart 2025                                     | Duitsland – Spanje                                | 3 – 1                                             | Vriendschappelijk                                  |                                                   |
| 6.                                                | 12 juni 2025                                      | Duitsland – Slovenië                              | 3 – 0                                             | Europees kampioenschap voetbal 2025 (poule)        |                                                   |
| 7.                                                | 18 juni 2025                                      | Engeland – Duitsland                              | 1 – 2                                             | Europees kampioenschap voetbal 2025 (poule)        |                                                   |
| 8.                                                | 22 juni 2025                                      | Duitsland – Italië                                | 3 – 2 (n.v.)                                      | Europees kampioenschap voetbal 2025 (kwartfinale)  |                                                   |
| 9.                                                | 25 juni 2025                                      | Duitsland – Frankrijk                             | 3 – 0                                             | Europees kampioenschap voetbal 2025 (halve finale) |                                                   |
| 10.                                               | 28 juni 2025                                      | Engeland – Duitsland                              | 3 – 2 (n.v.)                                      | Europees kampioenschap voetbal 2025 (finale)       |                                                   |
| Bijgewerkt tot 4 augustus 2025                    |                                                   |                                                   |                                                   |                                                    |                                                   |